# Hollywood Jazz Beat
Hollywood Jazz Beat – drugi solowy album muzyczny amerykańskiego pianisty jazzowego Raya Bryanta, nagrany z towarzyszeniem orkiestry prowadzonej przez Richarda Wessa (który był też autorem orkiestrowych aranżacji). LP zawiera jazzowe interpretacje tematów muzycznych ze znanych filmów. Nagrania rejestrowane były w Hollywood (Kalifornia) podczas trzech sesji: 27 marca (utwory A-1,3 B-1,6), 30 marca (utwory A-5 B-2) oraz 10 kwietnia 1962 (utwory A-2,4,6 B-3,4,5). Producentem albumu był John Hammond. Płyta została wydana przez wytwórnię Columbia Records w 1962.

## Muzycy
- Ray Bryant – fortepian

oraz
- Richard Wess Orchestra

## Lista utworów
Strona A
| 1. | „On Green Dolphin Street” (muz. Bronisław Kaper z filmu „Green Dolphin Street”)    | 2:17  |
|    |                                                                                    |       |
| 2. | „Ruby” (muz. Heinz Eric Roemheld z „Ruby Gentry”)                                  | 3:09  |
|    |                                                                                    |       |
| 3. | „Invitation” ((muz. Bronisław Kaper z filmu „Invitation”)                          | 2:59  |
|    |                                                                                    |       |
| 4. | „Secret Love” (muz. Sammy Fain z filmu „Calamity Jane”)                            | 2:18  |
|    |                                                                                    |       |
| 5. | „An Affair To Remember” (muz. Harry Warren z filmu „An Affair To Remember”)        | 2:31  |
|    |                                                                                    |       |
| 6. | „The High And The Mighty” (muz. Dimitri Tiomkin z filmu „The High And The Mighty”) | 2:10  |
|    |                                                                                    |       |
|    |                                                                                    | 15:24 |
|    |                                                                                    |       |
Strona B
| 1. | „Exodus” (muz. Ernest Gold z filmu „Exodus”)                                          | 2:02  |
|    |                                                                                       |       |
| 2. | „Laura” (muz. Emma Anderson z filmu „Laura”)                                          | 4:32  |
|    |                                                                                       |       |
| 3. | „Three Coins In The Fountain” (muz. Sammy Cahn z filmu „Three Coins In The Fountain”) | 3:22  |
|    |                                                                                       |       |
| 4. | „El Cid” (muz. Miklós Rózsa z filmu „El Cid”)                                         | 2:23  |
|    |                                                                                       |       |
| 5. | „Tonight” (muz. Leonard Bernstein z filmu „West Side Story”)                          | 1:52  |
|    |                                                                                       |       |
| 6. | „True Love” (muz. Peter Chatman z filmu „High Society”)                               | 2:09  |
|    |                                                                                       |       |
|    |                                                                                       | 16:20 |
|    |                                                                                       |       |